# Mormolyca fuchii
Mormolyca fuchii là một loài thực vật có hoa trong họ Lan. Loài này được J.T.Atwood mô tả khoa học đầu tiên năm 1978.